# Sopeta
La sopeta es una antigua tradición de algunos pueblos de España consistente en reunir a todos los habitantes del lugar en torno a grandes barreños de vino, repartido de manera gratuita por el Ayuntamiento, a los que se añade azúcar y generalmente trozos de pan o en otras ocasiones con melocotón.

## Historia
El inicio de esta costumbre muy bien pudo arrancar de la fiesta pagana de acción de gracias al dios Baco por el éxito en la recolección de los frutos del campo, tal como se hacía ya entre los romanos o entre los mismos griegos con su dios Dionisos. Posteriormente, como ocurrió con otras muchas costumbres paganas, se intentó sacralizar y adaptar a los nuevos tiempos y situaciones religiosas y a las necesidades de cada pueblo o cultura.
La sopeta se prepara el día 16 de agosto, coincidiendo con la celebración de San Roque. Por ello, en muchos lugares también se la conoce como "La caridad de San Roque". Aunque no se conoce exactamente el inicio de esta remota tradición, muchos lugareños relacionan la ofrenda de pan y vino (cuerpo y sangre del Señor) en honor al Santo como muestra de gratitud por todas las donaciones caritativas que San Roque realizó en vida, de ahí el otro nombre que recibe. 
También se dice que el hecho de echar pan a los barreños de vino viene de la historia que cuenta que el perro de San Roque le llevaba todos los días un poco de pan al Santo, el cual se había retirado en soledad a un bosque por estar contagiado de la peste.
La tradición de elaborar la sopeta el día de San Roque se da especialmente en algunos pueblos de Guadalajara y de Teruel.

## Etimología
La palabra sopeta viene de la expresión "hacer sopas", la cual significa echar trozos de pan a un líquido, ya sea leche, caldo, etc. para comérselo todo junto posteriormente.

## Elaboración
Aunque cada pueblo adaptó esta tradición a sus costumbres, variando la manera de preparar la sopeta y sus ingredientes, el concepto básico es el mismo en todos ellos.
La tarde del 16 de agosto, todo el pueblo se reúne en grupos cargando grandes barreños, los cuales son llenados de vino bendecido por el cura del pueblo y repartido gratuitamente por el Ayuntamiento. A estos barreños se les añade el azúcar, y en algunos pueblos, el pan también bendecido. En muchos otros sitios es costumbre echar melocotón a la sopeta, a modo de sangría. De esta manera, todos los habitantes comparten un día festivo, lleno de bailes y cánticos, todo ello regado por litros y litros de sopeta.

## Pueblos
- Anquela del Ducado
- Bronchales
- Burbáguena
- Cortes de Tajuña
- Garbajosa
- Luzaga
- Rebollosa de Jadraque
- Tordesilos
- Turmiel
- El Pueyo de Jaca (Panticosa).